# Joseph Reinach
Joseph Reinach (Parigi, 1856 – 1921) è stato un politico francese.

## Biografia
Fratello di Salomon Reinach e Théodore Reinach, fu segretario particolare del presidente Léon Gambetta e parlamentare (1889-1914); si schierò a difesa di Alfred Dreyfus durante il processo.
Già come giornalista della Republique française, si era contrapposto a Georges Boulanger con articoli che gli guadagnarono tre sfide a duello, che ebbero luogo una contro Edmond Magnier e due contro Paul Déroulède. Poi, durante l'Affaire, dalle colonne del Siècle sostenne l'istanza di revisione avanzata da Auguste Scheurer-Kestner, denunciando la falsificazione imputata al maggiore Henri e la complicità di Esterhazy; gli anti-Dreyfusardi si scatenarono contro di lui adducendo l'origine ebraica come motivo della sua difesa del detenuto all'Isola del Diavolo.

## Opere
- La République ou le gâchis, 1877
- Voyage en Orient, 2 volumes, Charpentier, Paris, 1879
- Du Rétablissement du scrutin de liste, 1880
- Les Récidivistes, 1882
- Léon Gambetta, Alcan, 1884
- Le ministère Gambetta, histoire et doctrine, Charpentier, 1884
- Le ministère Clemenceau, 1885
- Les Lois de la République, 1885-86
- Traduction de la logique parlementaire de Hamilton, 1886
- (avec Charles Richet)Manuel franco-arabe, Delagrave, 1888
- (avec Charles Richet)Manuel de l'enseignement primaire, Delagrave, 1888
- Les Petites Catilinaires, recueil d'articles contre Boulanger, 3 vol., 1889
- Etudes de littérature et d'histoire, Hachette, 1889, 409 p
- La Politique opportuniste, 1890
- La France et l'Italie devant l'Histoire, Alcan, 1893
- Mon compte-rendu, recueil de ses discours, 1893
- Diderot, P., Hachette, 1894
- Pages républicaines, Alcan, 1894
- L'Éloquence politique depuis la Révolution française jusqu'à nos jours, 1894
- Démagogues et socialistes, 1895
- L'Éducation politique, histoire d'un idéal, Chailley, 1896
- Essais de politique et d'Histoire, 1898
- Une erreur judiciaire sous Louis XIV : Raphael Lévy, 1898
- L'Affaire Dreyfus. Les faussaires, Stock, 1898
- L'Affaire Dreyfus. Le curé de Fréjus ou les preuves morales, Stock, Paris, 1898
- L'Affaire Dreyfus. La voix de l'île, Stock, 1898
- L'Affaire Dreyfus. Le crépuscule des traîtres, Stock, 1898
- L'Affaire Dreyfus. Vers la justice par la vérité, Stock, 1898
- L'Affaire Dreyfus. Une conscience politique, le lieutenant-colonel Picquart, Stock, 1898
- L'Affaire Dreyfus. Le Crépuscule des traîtres, Stock, 1899
- L'Affaire Dreyfus. Les faits nouveaux, Stock, 1899
- Tout le crime, 1900
- Les Blés d'hiver, 1901
- Histoire de l'Affaire Dreyfus , 1901
- Mes comptes rendus, discours, propositions et rapports..., 1911
- La réforme électorale, Fasquelle, 1912
- Récits et portraits contemporains, Alcan, 1915
- L'Alsace-Lorraine devant l'histoire, Berger-Levrault, 1916
- La Vie politique de Léon Gambetta. Félix Alcan, 1918
- La Grèce devant le Congrès, Boivin, 1919
- Les Discours de Gambetta (11 volumes), Les Discours et les dépêches de Gambetta pendant la guerre franco-allemande (2 volumes), Les Discours de Challemel-Lacour.